# Myrcia reticulosa
Myrcia reticulosa är en myrtenväxtart som beskrevs av Friedrich Anton Wilhelm Miquel. Myrcia reticulosa ingår i släktet Myrcia och familjen myrtenväxter. Inga underarter finns listade i Catalogue of Life.